# Rökå
Rökå is een plaats in de gemeente Malå in het landschap Lapland en de provincie Västerbottens län in Zweden. De plaats heeft 69 inwoners (2005) en een oppervlakte van 20 hectare. De plaats wordt omsloten door bos en er loopt een weg door de plaats. De dichtstbijzijnde redelijk grote plaats is het in de gemeente Lycksele gelegen Kristineberg.